# Liceo classico Alfredo Casardi
Il liceo classico Alfredo Casardi è uno dei principali istituti scolastici di Barletta.

## Storia
Nato all'inizio come Regio Ginnasio Andrea Bonello, nel secondo dopoguerra fu dedicato alla memoria del tenente barlettano Alfredo Casardi.
Mirabile esempio di architettura razionalista, la sede attuale del Liceo fu inaugurata nel 1937 su progetto dell'ingegnere Arturo Boccassini, precedentemente la sede era ubicata all'interno del Palazzo della Marra.
Oggi si compone di due sezioni "Scienze Umane" e "musicale" e conta circa 900 alunni.